# Seznam umělců divadla Semafor
Toto je seznam umělců - herců, zpěváků, režisérů, hudebníků, který se podíleli nebo podílejí v současnosti na repertoáru divadla Semafor.
- Vysvětlivky:
- Jméno - léta nebo rok v kterém působili v divadle - popis působení - hry v kterých účinkovali nebo režírovali nebo doprovázeli hudbou

## C
- Jiří Císler -  v divadle působil jako režisér v letech 1971-1973, režíroval např. hry: Elektrická puma, Kytice, Kdyby tisíc klarinetů [1]

## Č
- František Ringo Čech
- Karel Černoch - hry: Zuzana v lázni
- Valérie Čižmárová

## D
- Milan Drobný - 1963 - 1963 (vojna), 1965 -  - do divadla nastoupil spolu s Karlem Gottem - hry: Šest žen, Člověk z půdy, Tak co, pane barone, Poslední štace, Zuzana není pro nikoho doma, Zuzana je všude jako doma.
- Renata Drössler - 1963
- Josef Dvořák - 1972 - 1990, spolu s Jiřím Suchým a Jitkou Molavcovou vytvořili komickou trojici - trio Kašpar, Baltar a Melicharová; později v Semaforu hrál s vlastní skupinou herců.

## F
- Pavlína Filipovská - 1959 - 1963
- František Filipovský
- Jana Fabiánová 2005 -

## G
- Karel Gott - 1963 - 1965 [2]
- Jiří Grossmann - 1967 - 1971 - hry: Besídka zvláštní školy, Návštěvní dny (I. – V.), Besídka v rašeliništi, Večer pro otrlé, Pět Pupáků, Othello odpadá aneb Večer u kulečníku,

## H
- Ferdinand Havlík
- Hana Hegerová - 1961 - 1966
- Jiří Helekal - 1969 - 1973 - hry: Kytice,[3]
- Miroslav Horníček
- Hana Horecká
- Vladimír Hrabánek

## J
- Michael Janík
- Petra Janů - 1972 - 1976 [4]
- Eugen Jegorov
- Jiří Jelínek

## K
- Miloš Kopecký
- Václav Kopta
- Lucianna Krecarová (Anna K)
- Věra Křesadlová
- Ivana Korolová

## M
- Leona Machálková - 1991 - , 2006 - současnost -  - hry: Kapitáne, kam s tou revue, Nižní Novgorod, Sukně smutnou jehlou spíchnutá,
- Jana Malknechtová
- Waldemar Matuška - 1960 - 1962 - hry: Člověk z půdy, Zuzana je sama doma
- Helena Maršálková
- Zuzana Maxa - 2005 - současnost
- Jitka Molavcová - 1970 - současnost

## N
- Jitka Nováková - hry: Na poříčí dítě křičí

## O
- Eva Olmerová

## P
- Miroslav Paleček
- Hana Pazeltová
- Dagmar Patrasová - 1976 - 1987 [5]
- Eva Pilarová - 1960 - 1962

## R
- Jana Robbová

## S
- Luděk Sobota
- Zuzana Stivínová
- Zuzana Stirská
- Jiří Suchý –  spoluzakladatel divadla – od jeho vzniku po současnost

## Š
- Miloslav Šimek - 1967 - 1990
- Jiří Šlitr -  spoluzakladatel divadla - od jeho vzniku až po 1969
- Václav Štekl
- Jiří Štědroň
- Karel Štědrý -  spoluzakladatel divadla - 1959 - 1962 - hry: Člověk z půdy, Zuzana je zase sama doma, Taková ztráta krve,

## U
- Naďa Urbánková - 1964 -

## V
- Miluše Voborníková

## Z
- Hana Zagorová
- Milena Zahrynowská